# Munții Semenic

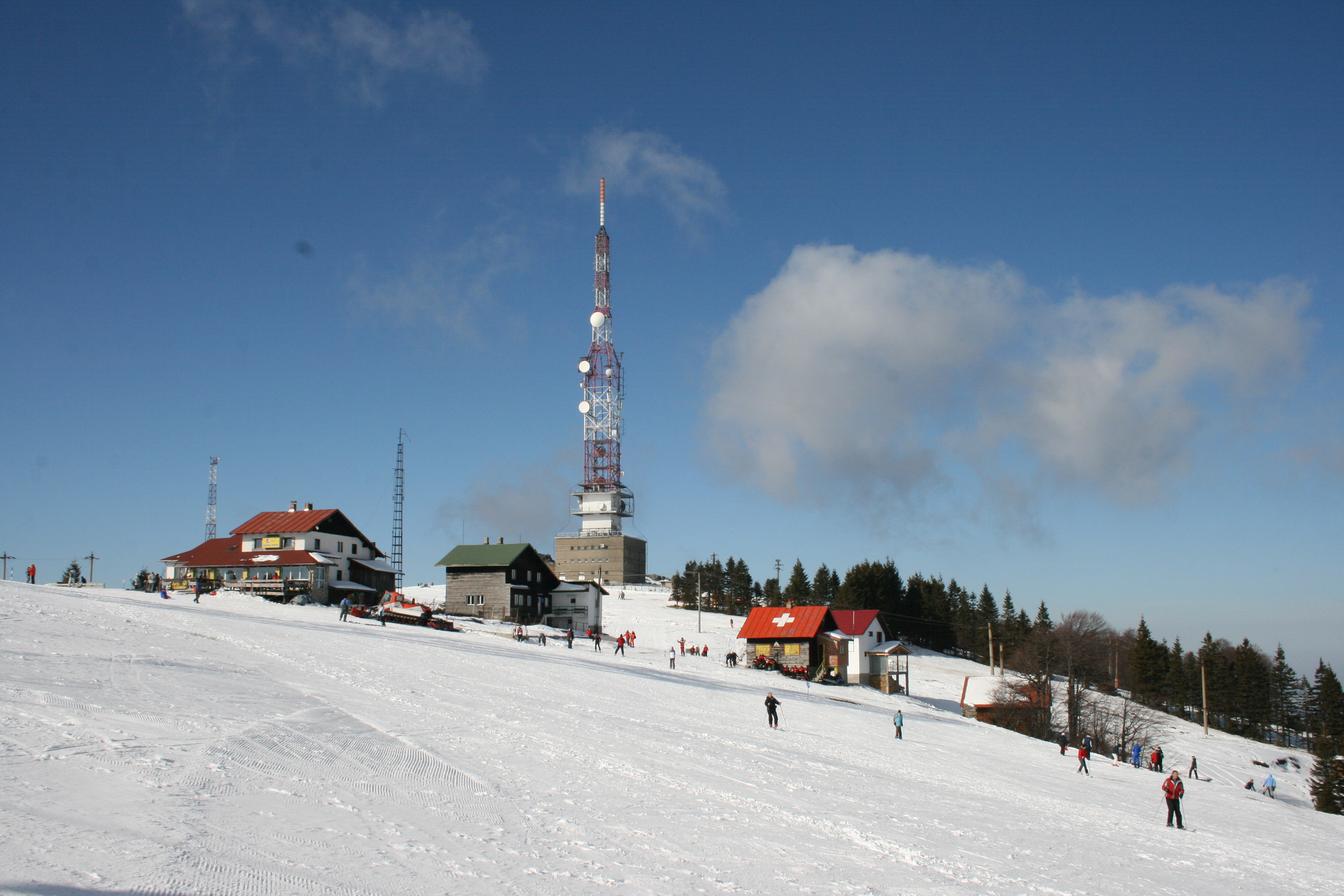
Vedere din stațiunea Semenic

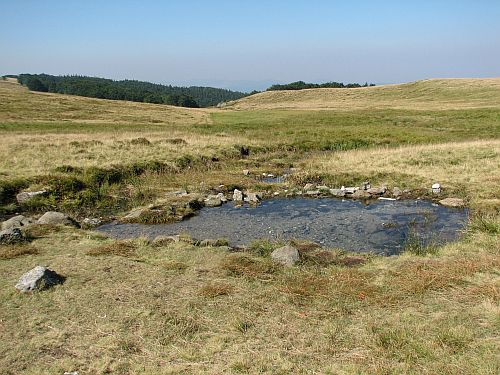
Izvorul Baia Vulturilor, Semenic (Foto: Alin Ciprian Ciulă, 2008)

Munții Semenic sunt o grupă muntoasă a Munților Banatului aparținând de lanțul muntos al Carpaților Occidentali, situați pe teritoriul județului Caraș-Severin. Cel mai înalt pisc este Vârful Piatra Goznei. Munții Semenic au o altitudine maximă de 1447 m. 